# مالين كريج

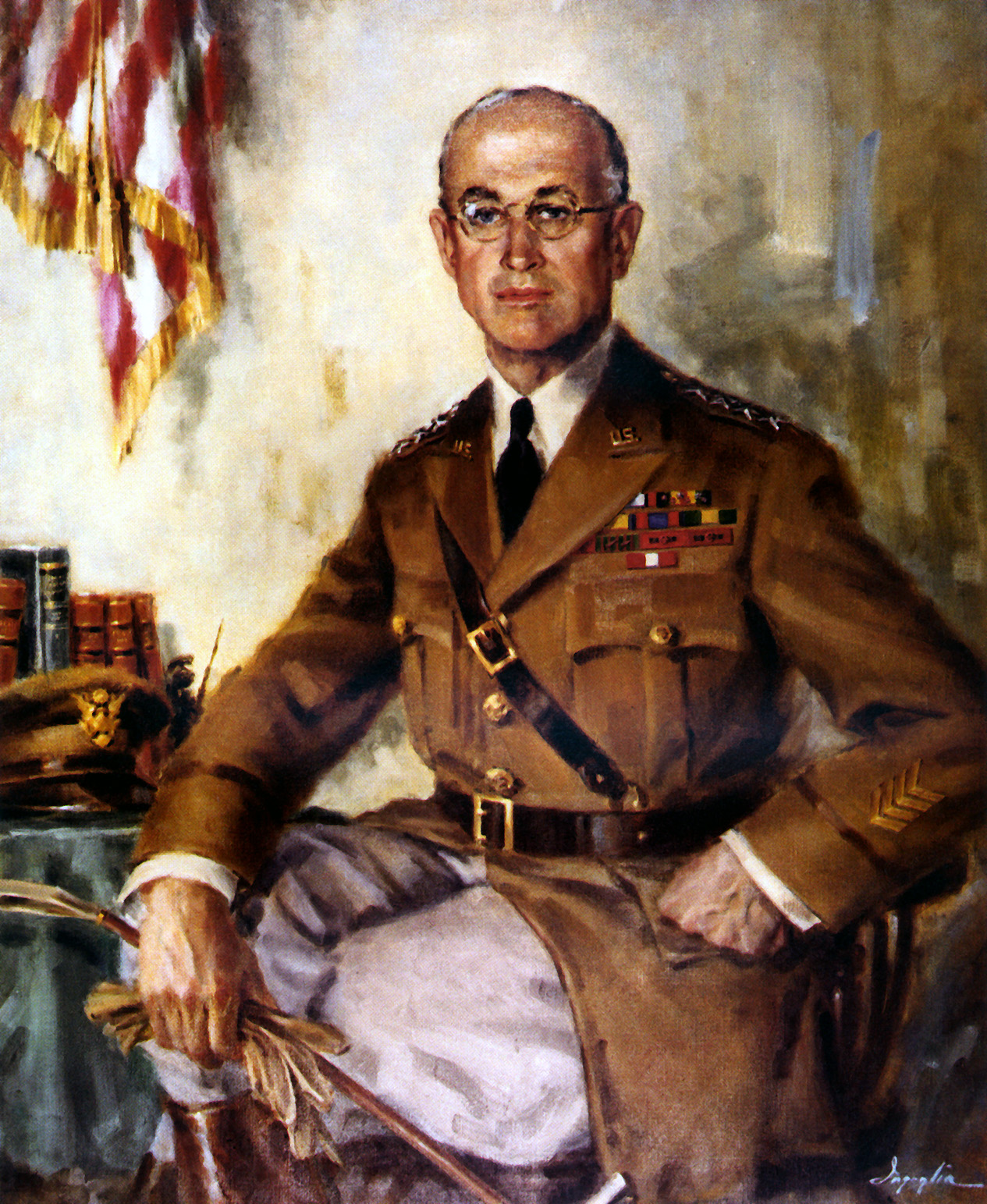
مالين كريج

مالين كريغ (بالإنجليزية: Malin Craig)‏ (5 أغسطس 1875 - 25 يوليو 1945) كان جنرالا في جيش الولايات المتحدة وشغل منصب رئيس أركان الجيش من 1935 إلى 1939 وقد تم استدعاه إلى الخدمة الفعلية خلال الحرب العالمية الثانية.